# Ark van Noach (schip)

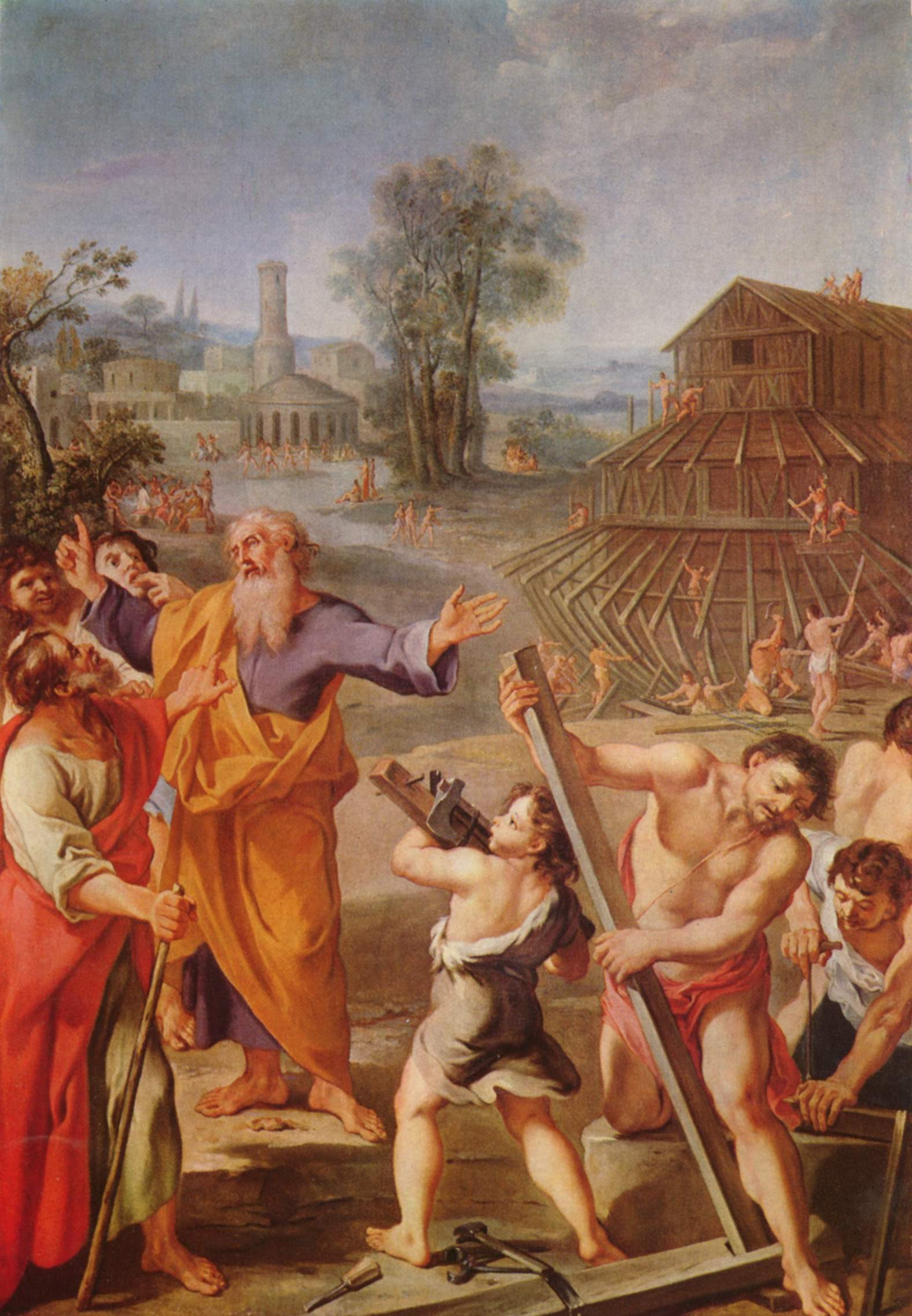
Bouw van de ark, anonieme Franse schilder rond 1675

Bouw van de ark, Jacopo Bassano

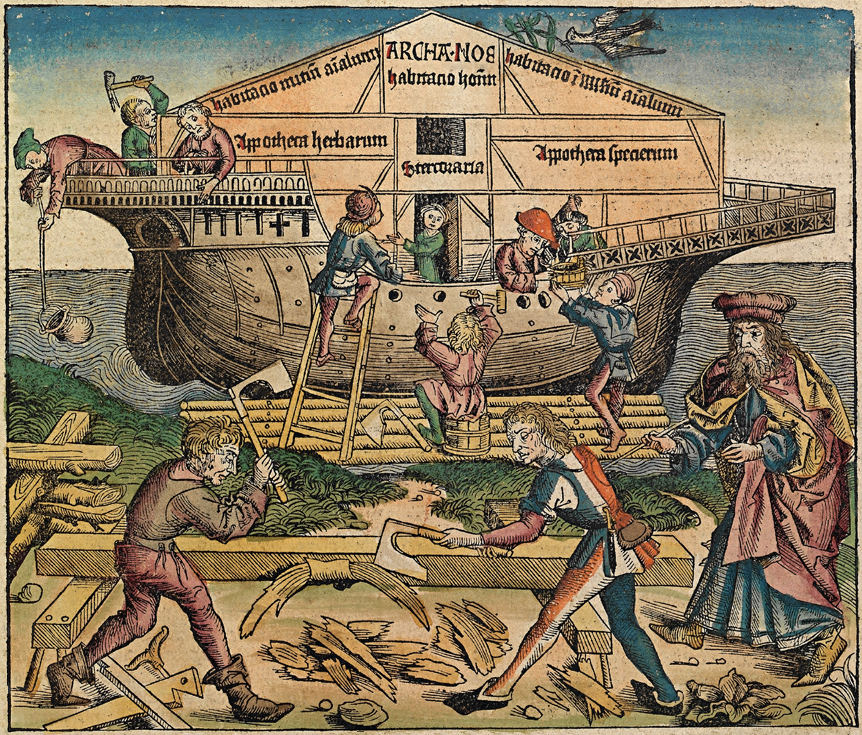
Bouw van de ark uit de Kroniek van Neurenberg

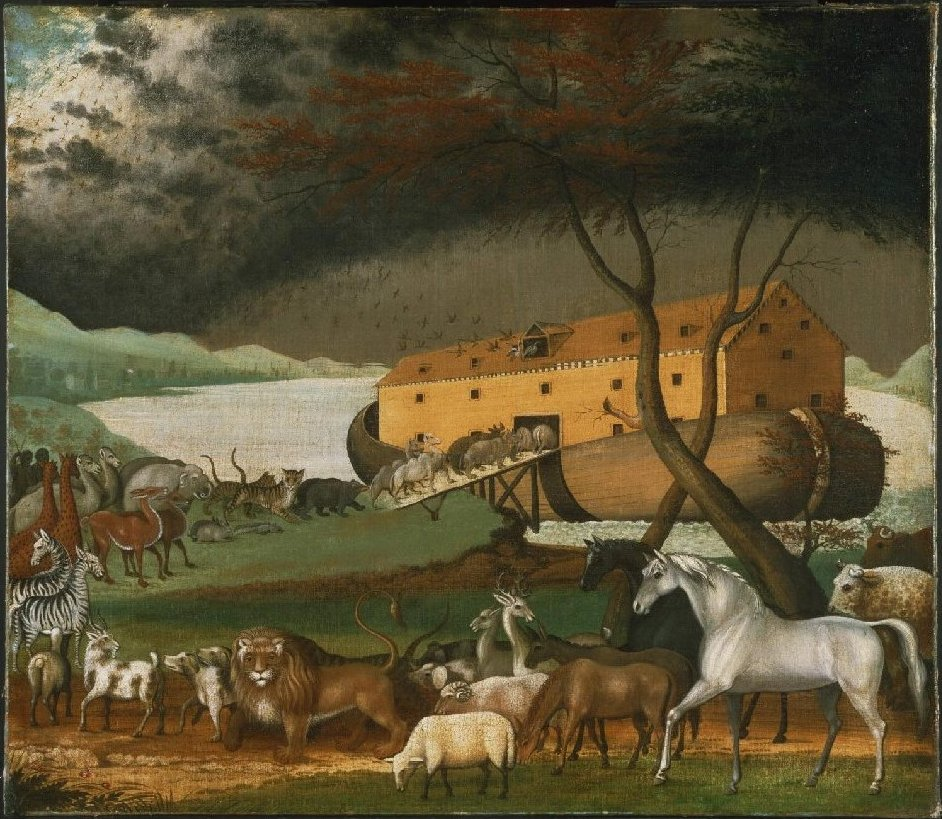
Het laden van de ark, Edward Hicks

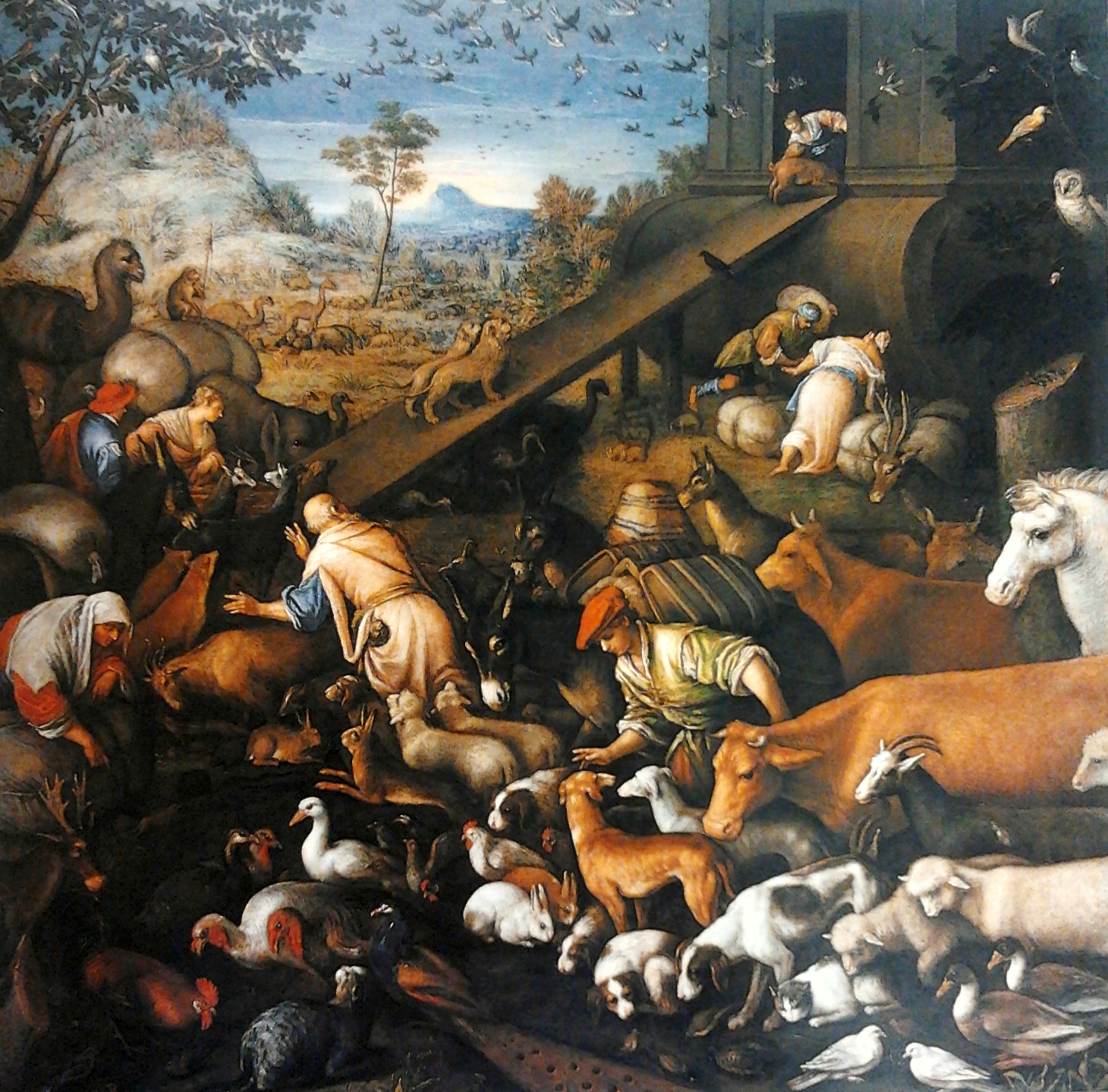
De dieren betreden de ark, Leandro Bassano (Kasteel van Wawel)

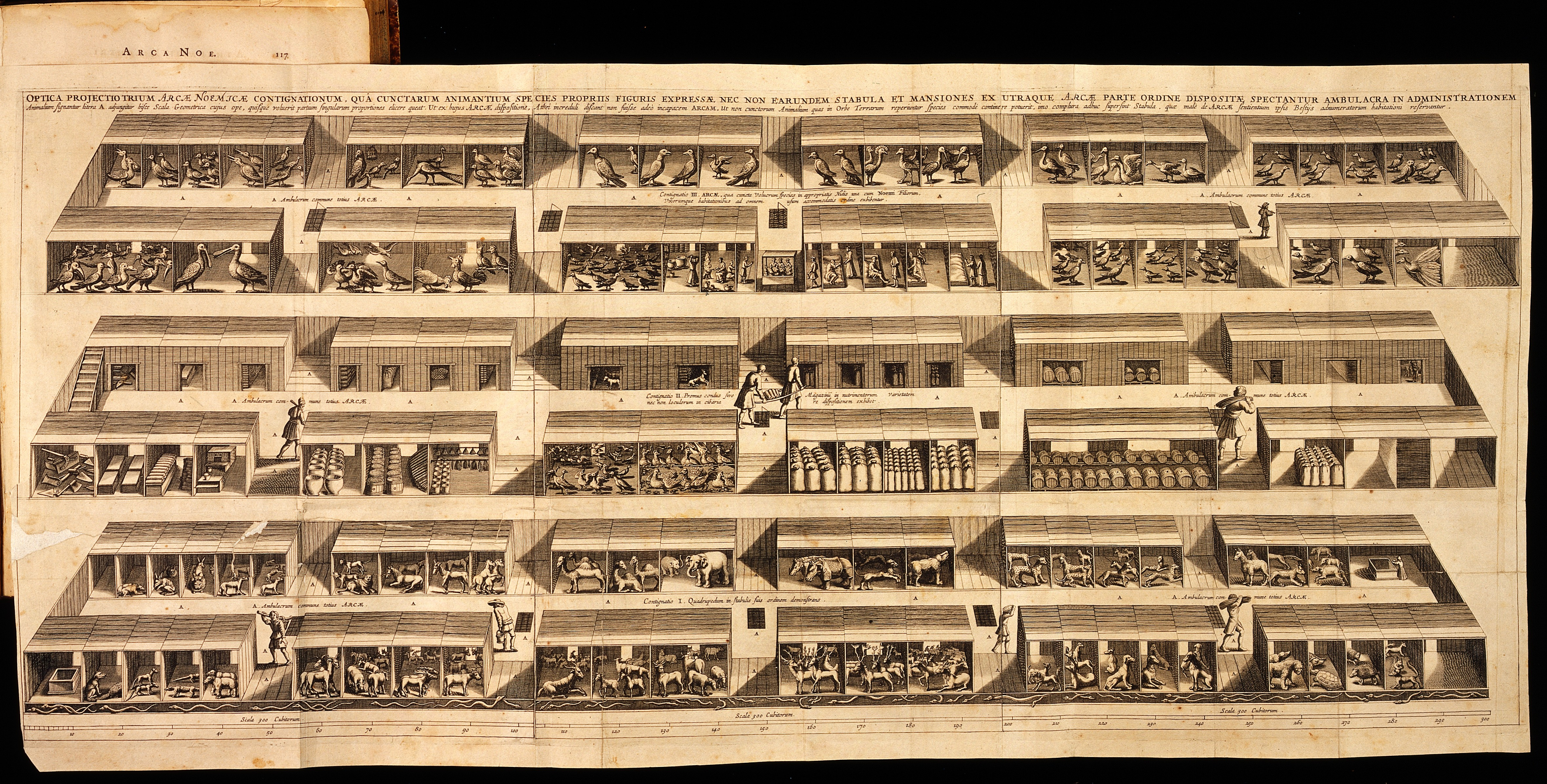
Huisvesting van de dieren in de ark, Athanasius Kircher, Arca Noe, 1675

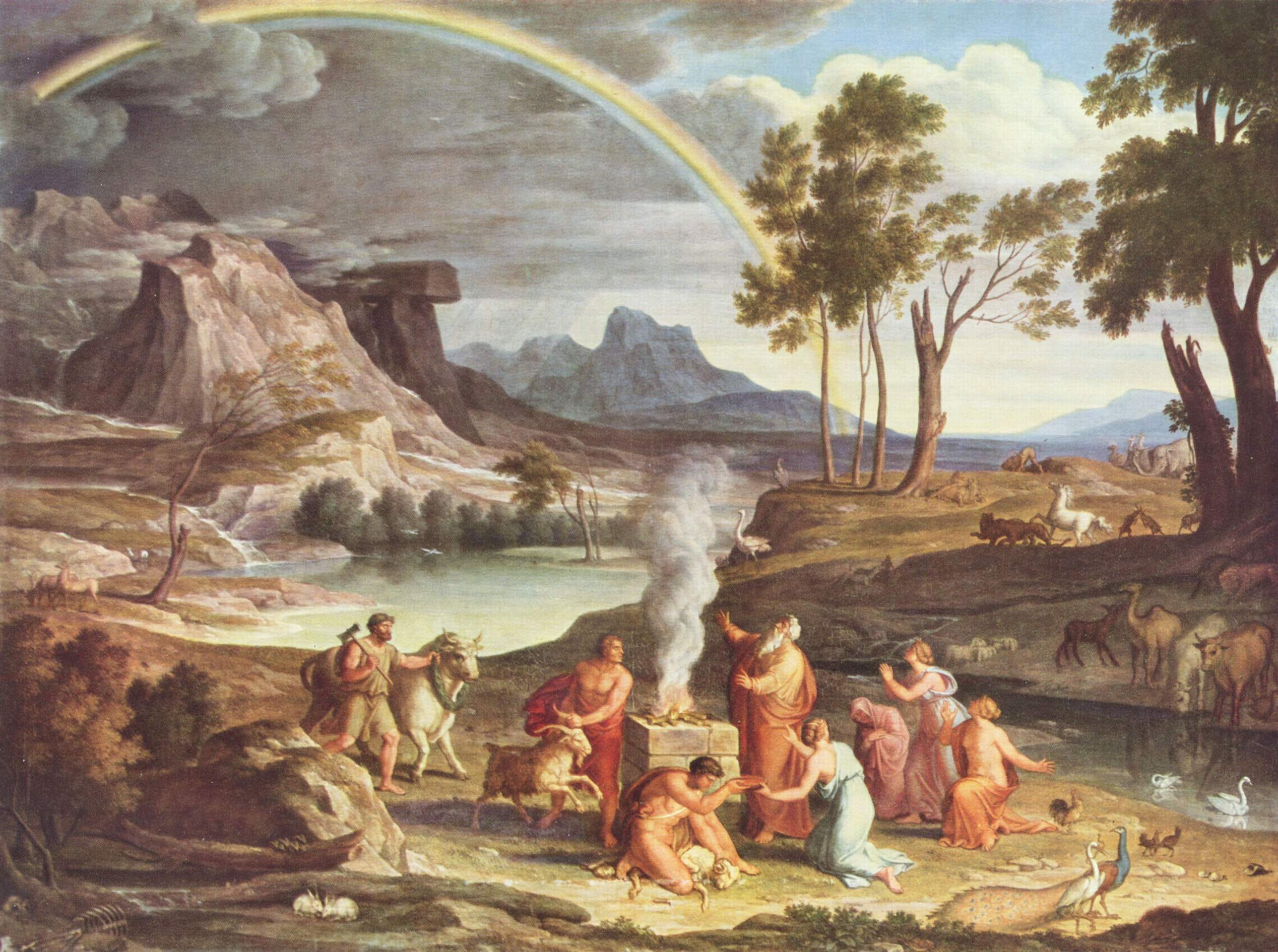
Noach en zijn metgezellen brengen God een offer, Joseph Anton Koch

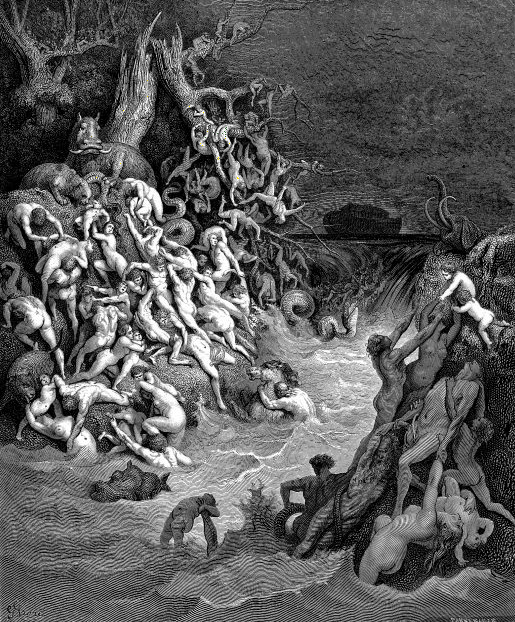
De wereld wordt verzwolgen door de zondvloed, Gustave Doré

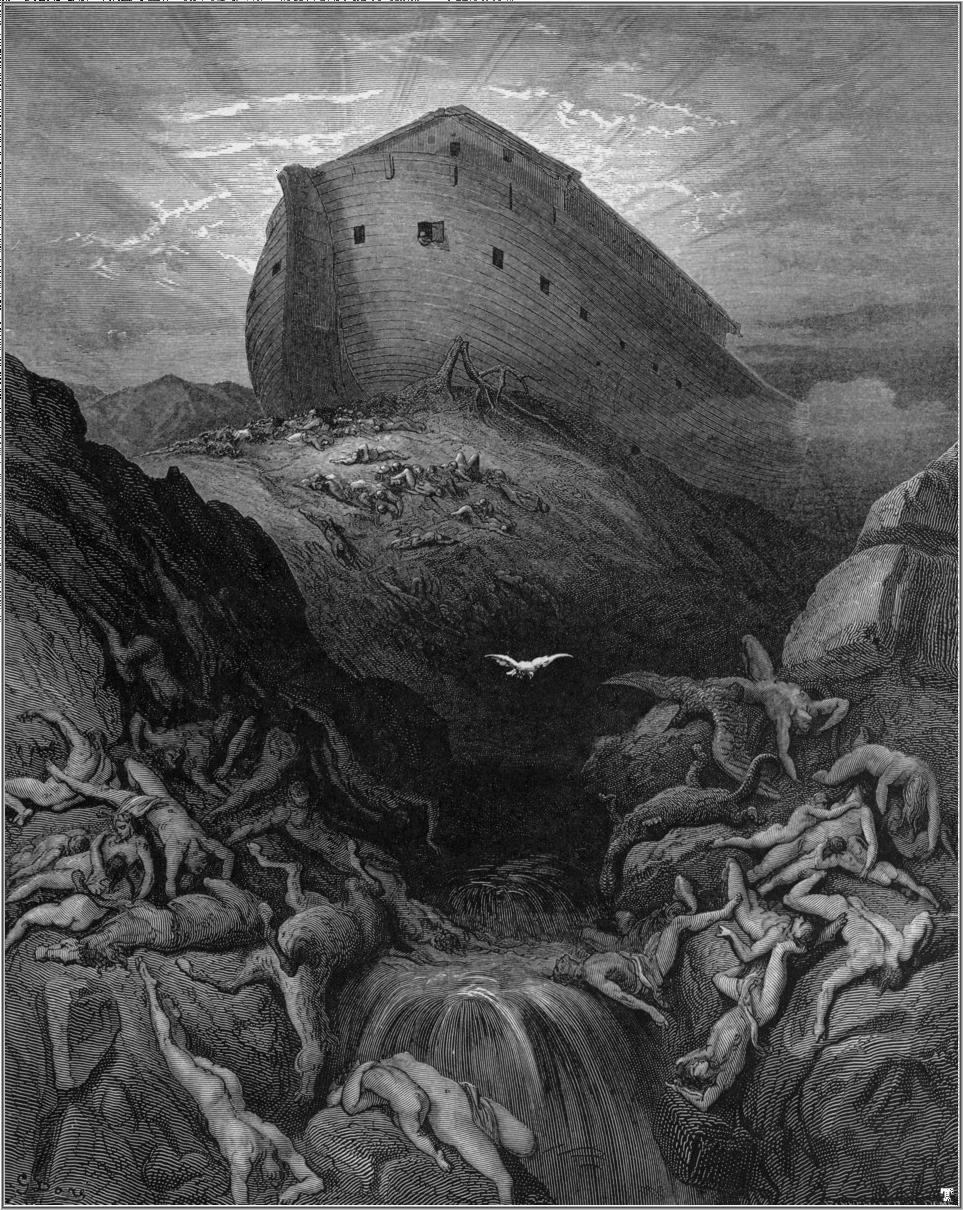
Noach zendt een duif uit, Gustave Doré

De ark van Noach was volgens Genesis 6-9 het vaartuig waarmee Noach en zijn gezin en vele dieren met hen de zondvloed overleefden. In het orthodox jodendom, christenfundamentalisme en moslimfundamentalisme gelooft men dat de ark van Noach historisch is. Er zijn tal van zoektochten ondernomen om deze te vinden, maar er is nooit enig bewijs gevonden van het bestaan van de ark van Noach.

## Etymologie
Het woord "ark" is afgeleid van de term die in de Latijnse Vulgaat werd gebruikt: arca. Dit woord is op zijn beurt weer een vertaling van het Griekse woord in de Septuagint: ἡ κιβωτός, hē kibōtos, "de doos". Deze woorden zijn allemaal vertalingen van het Hebreeuwse woord תֵּבָה, tevāh, waarschijnlijk een leenwoord uit het Egyptisch. Mogelijk is het afgeleid van ḏb3.t, "schrijn" of "kist"; een andere mogelijkheid is een afleiding van tb.t, "doos". De laatste optie wordt door commentatoren als de meest waarschijnlijke beschouwd.

## Verhaal
Noach bouwde de ark volgens het verhaal in de Hebreeuwse Bijbel op last van God, die hem nauwkeurige aanwijzingen gaf. Toen de vloed aanstaande was, liet God van alle soorten van de landdieren en vogels een mannetje en een vrouwtje naar de ark komen (Genesis 6:19-20), maar van de "reine" dieren zeven paartjes (Genesis 7:2). Ook moest er van al het eetbare voedsel een hoeveelheid worden meegenomen. Als laatsten gingen Noach, zijn vrouw, hun drie zonen en hun vrouwen de ark binnen. Toen begon het veertig dagen en veertig nachten hevig te regenen en kwam de vloed. Honderdvijftig dagen gingen voorbij voordat het water zakte en de ark vastliep op het Araratgebergte. Na een raaf en driemaal een duif eropuit te hebben gestuurd om te achterhalen of de aarde opgedroogd was, verlieten Noach, zijn gezin en de dieren de ark (Genesis 7:4,10,12,24; 8:3).
Het verhaal van de zondvloed en de ark van Noach in Genesis toont gelijkenissen met andere Mesopotamische mythen, vooral met het Gilgamesj-epos, en heeft verscheidene latere verhalen geïnspireerd. Ook in de Koran kan men talloze verzen terugvinden die verwijzen naar Noach en de ark, waarin gesteld wordt dat de ark gestrand is op de berg Al-Djoedie.

## Berekeningen
Met de opkomst van de moderne wetenschap is men gaan analyseren of de gegeven afmetingen van de ark en haar bewoners zowel theoretisch als praktisch mogelijk zouden zijn geweest.
Volgens de Bijbel was de ark van Noach 300 el lang, 50 el breed en 30 el hoog. Uitgaande van een el van 45 cm is dat 135 meter lang bij 22 meter breed bij 13 meter hoog.
Twee of veertien exemplaren van alle diersoorten huisvesten en deze meer dan een jaar voeden, is een onmogelijke opgave. Wanneer het Bijbelse gegeven 'naar hun/haar aard/soort'  geïnterpreteerd wordt als diersoorten, zou de ark van Noach ruwweg één miljoen officieel geregistreerde diersoorten hebben gehuisvest (waaronder afgerond 4000 zoogdieren, evenveel amfibieën, ruim 6000 reptielen, een kleine 10.000 vogels, 50.000 weekdieren of mollusken en meer dan 750.000 insecten).
De meeste creationisten verklaren dat de huidige diersoorten voortgekomen zijn uit zogenaamde, wetenschappelijk niet bewezen, baramins, die ongeveer overeenkomen met de huidige families en geslachten in het dierenrijk. De Bijbelse aanduiding "naar hun aard" duidt dan op de 'basissoorten'. Dit zijn er veel minder dan soorten en dan zouden er wellicht enige duizenden plaatsen in de ark benodigd zijn geweest.

## De ark en de Ararat
Volgens de Hebreeuwse Bijbel landde de ark op "het Araratgebergte" (Hebreeuws: הָרֵי אֲרָרָט, hare ararat, "de bergen van Ararat" - Genesis 8:4). De consensus onder historici en bijbelwetenschappers is dat "Ararat" de Hebreeuwse naam was van Urartu, de geografische voorloper van Armenië. Het woord duidde in die tijd waarschijnlijk een groter gebied aan en zeker niet specifiek de berg Ararat.

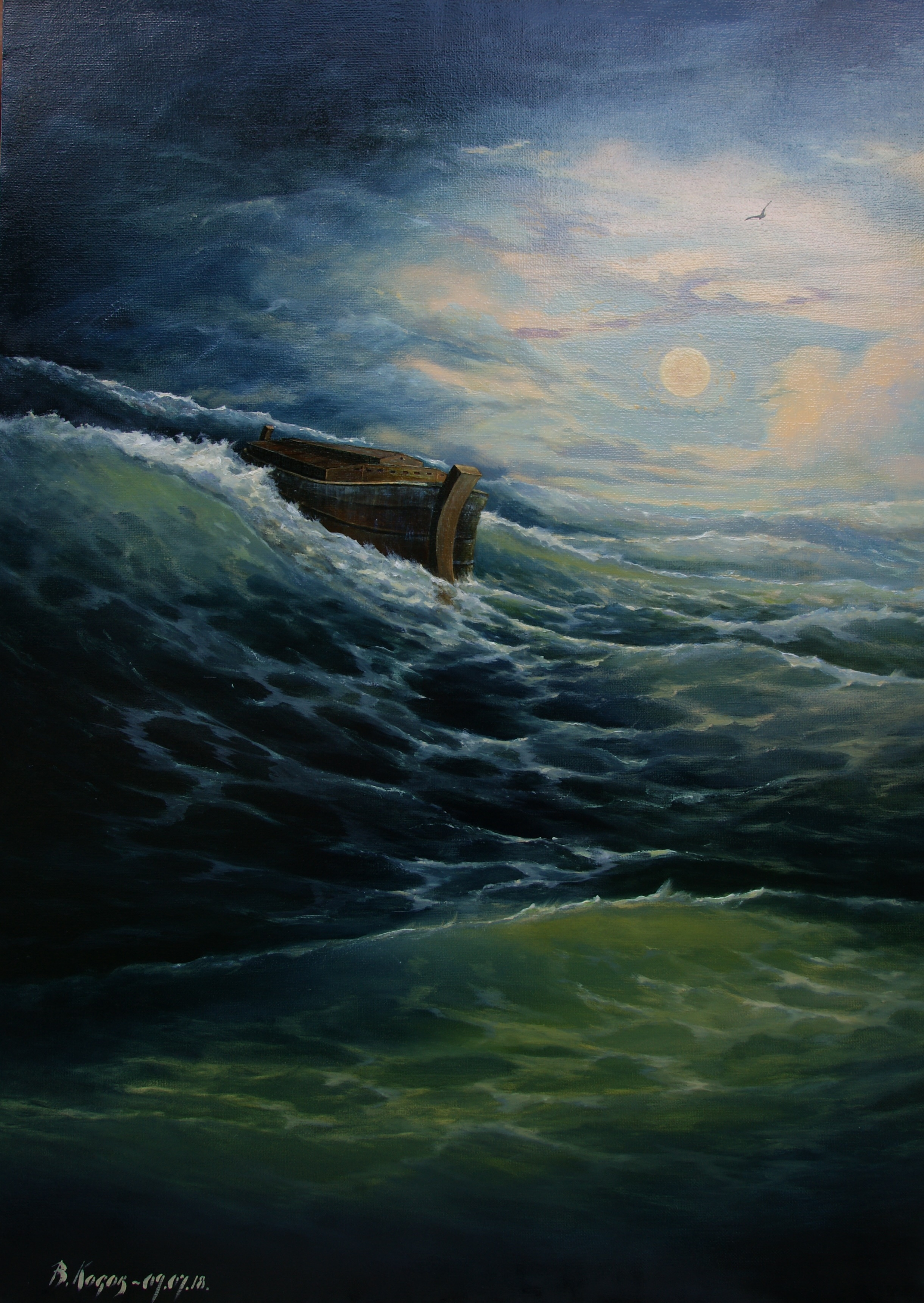
NOAH'S ARK tijdens de zondvloed op het schilderij van V. Kosov.

Vanaf de 11e eeuw begonnen Armeniërs het gebergte in hun land te identificeren met de plaats waar de ark was geland. Het gebergte, dat zij "Masis" (Armeens: Մասիս) noemden, was al eeuwen "een centrum en brandpunt van heidense mythen en rituelen ... en het was pas in de elfde eeuw, toen deze waren verdwenen uit het volksbewustzijn, dat de Armeense theologen het aandurfden de eeuwige sneeuw ervan aan te wijzen als de rustplaats van de ark van Noach."
Over het algemeen wordt aangenomen dat Willem van Rubroeck, een Vlaamse missionaris van de orde van de franciscanen, de eerste was die in Europese literatuur verwees naar een berg in het gebergte in Armenië als rustplaats van de ark van Noach.
Rond dezelfde tijd schreef Marco Polo, die in 1271 tijdens zijn reis naar China over het schip van Noach hoorde, in de gevangenis in Genua in zijn beroemde reisboek:

In het hart van Groot-Armenië bevindt zich een zeer hoge berg, geschapen als een kubus, waar naar verluidt de Ark van Noach zou liggen, zodat men spreekt van de Berg van Noachs ark. De berg is zo groot en zo lang dat het meer dan twee dagen duurt om eromheen te trekken. Op de top ligt sneeuw, zoveel dat niemand hem kan beklimmen; deze sneeuw smelt nooit helemaal, maar ieder jaar valt er weer nieuwe sneeuw, zodat het niveau telkens weer stijgt.

Willem van Rubroeck noemde de berg "Nisir" en Marco Polo schreef eenvoudig over "een zeer hoge berg". De hoogste berg van het bergmassief in Armenië werd geïdentificeerd als de landingsplaats, "grotendeels omdat het de eerste top zou zijn die verscheen toen het water begon te zakken." Deze berg werd hierna "de Ararat" genoemd en in het westers christendom algemeen beschouwd als de plaats waar de ark van Noach landde en mogelijk nog lag.

## Zoektochten naar de ark
Er zijn diverse pogingen gedaan de ark van Noach te vinden; dit wordt ook wel (spottend) "arkeologie" genoemd (een combinatie van de woorden archeologie en ark). De meeste "arkeologen" trachtten het schip op de Ararat te lokaliseren.
- In september 1960 publiceerde Life Magazine een artikel waarin een luchtfoto werd afgebeeld waarop de contouren van een schip zichtbaar waren. De foto was door de Turkse luchtmacht genomen 20 km ten zuiden van de berg Ararat. Het schip was herkend door de Turkse kapitein Ilhan Durupinar. Hoewel de afmetingen van de vondst overeenkwamen met de omschrijving in Genesis, werd aanvankelijk geconcludeerd dat er geen tekenen zichtbaar waren van menselijk handelen.
- In 1977 onderzocht de Amerikaanse, christelijk geïnspireerde amateurarcheoloog Ron Wyatt de vindplaats opnieuw. Hij beweerde klassieke stenen zeeankers te hebben gevonden. In de daaropvolgende jaren werden in de Verenigde Staten diverse tests op resten van de vondst uitgevoerd en werd geclaimd dat het ijzeren en gefossiliseerde bootstructuren waren. Dit werd op 21 juni 1987 door de Turkse regering bevestigd en de vindplaats, genaamd Durupinar naar de Turkse kapitein, werd door de Turken geopend voor bezoekers. Naderhand is uit geologisch onderzoek gebleken dat het om een natuurlijke formatie ging.[13]
- In de jaren 1980 leidde James Irwin (voormalig piloot van de Apollo 15) twee expedities naar de ark, maar vond niets.
- In 2003 begon een nieuw onderzoek naar de ark van Noach. Een Chinees team vertrok naar de berg Ararat voor onderzoek. In 2004 bereikten zij de hoogte van 4200 meter, maar zij slaagden er niet in om monsters te nemen. In 2006 vonden Turkse klimmers een grot met een houten wand op 4000 meter hoogte en namen contact op met het Chinese onderzoeksteam. Begin 2007 werd weer geprobeerd de vindplaats te benaderen, maar door weersomstandigheden lukte dit niet. In augustus werd de plek alsnog gevonden. Diverse opnamen werden gemaakt en monsters werden meegenomen.[14]

Onderzoeksjournalist en schrijver Frank Westerman laat zich in zijn boek Ararat (2007) kritisch uit over de zoektocht naar de historische ark van Noach. Hij beschrijft dit soort expedities als gedreven door geloof in plaats van door wetenschap, met gevolg voor de onderzoeksresultaten. Het feit dat de zogenaamde vondst van de historische ark van Noach nog nooit tot de wereldpers is doorgedrongen, is een teken aan de wand.

## Populaire cultuur

### Boeken
Verschillende schrijvers lieten zich inspireren door het thema.
- Anne Provoost, De arkvaarders (2001) ISBN 978-90-214-3367-7
- Geraldine McCaughrean, Not the End of the World (2004)
- David Maine, The Preservationist (2004)

### Films
- Evan Almighty (2007)
- Noah (2014)